# Val-de-Travers
Val-de-Travers je obec v kantonu Neuchâtel na západě Švýcarska. Má přibližně 11 tisíc obyvatel.
Obec vznikla k 1. lednu 2009 sloučením politických obcí Boveresse, Buttes, Couvet, Fleurier, Les Bayards, Môtiers, Noiraigue, Saint-Sulpice a Travers. Sídlo správy se nachází v bývalém okresním městečku Môtiers.

## Geografie

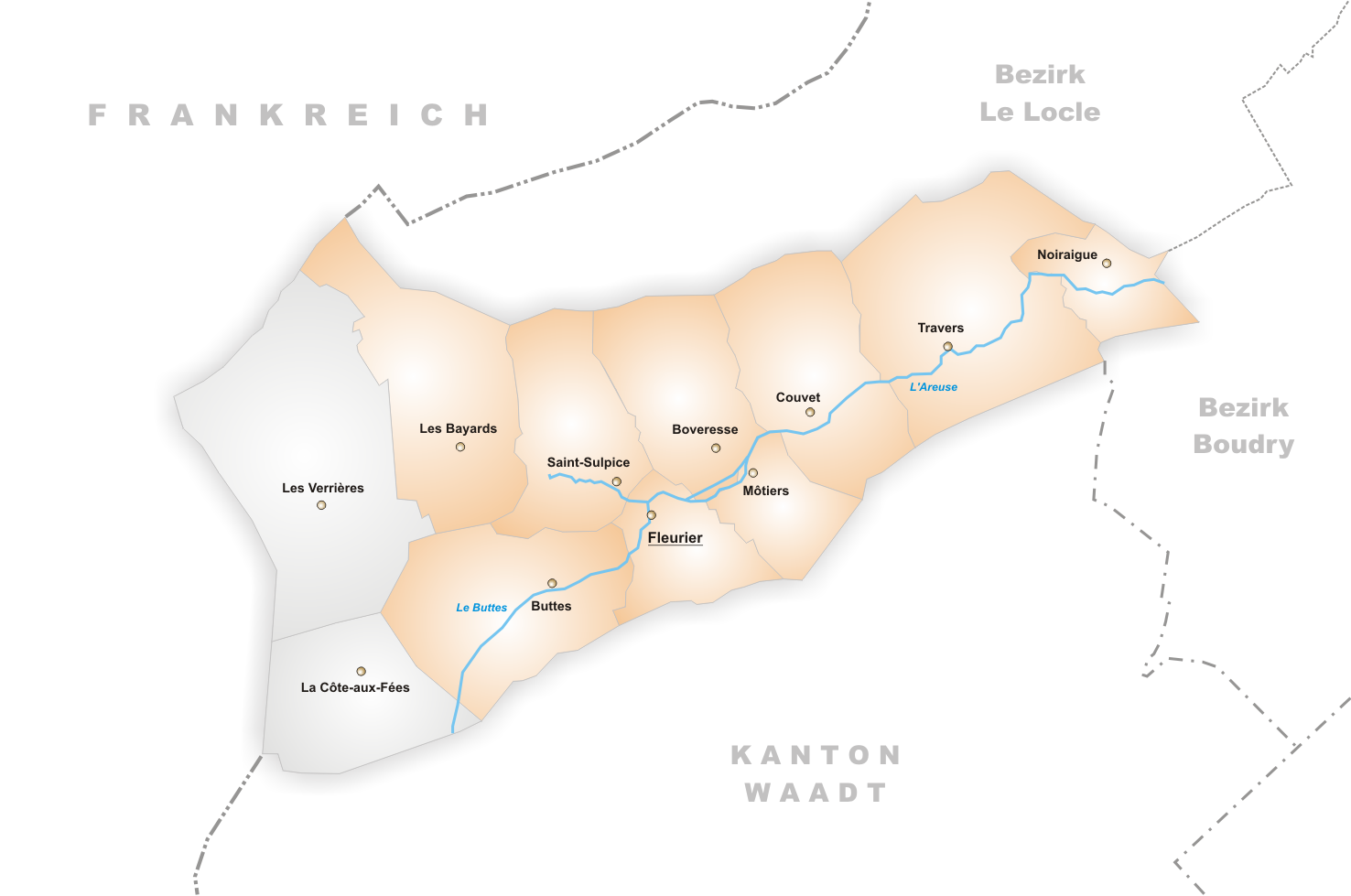
Sloučené obce v údolí Val de Travers

Území obce zaujímá východní část údolí Val de Travers, kterým protéká řeka Areuse.
Sousedními obcemi Val-de-Travers jsou La Côte-aux-Fées, Les Verrières, La Brévine, Les Ponts-de-Martel, Brot-Plamboz, Rochefort, Boudry a La Grande Béroche v kantonu Neuchâtel, Fontaines-sur-Grandson, Fiez, Provence, Tévenon a Mauborget v kantonu Vaud a Hauterive-la-Fresse a Les Alliés v sousední Francii.

## Historie
Dne 3. dubna 2007 se obecní zastupitelstva jednomyslně rozhodla sloučit všech jedenáct obcí tehdejšího okresu Val-de-Travers do jedné politické obce. Návrh na sloučení byl předložen voličům 17. června 2007. Vzhledem k tomu, že obyvatelé obcí Les Verrières a La Côte-aux-Fées se vyslovili proti sloučení, bylo sloučení prozatím odloženo. Nový projekt, jehož cílem bylo sloučení dalších devíti obcí pod tímto názvem, byl realizován 1. ledna 2009.